# Osnovni naboj
Osnovni naboj je po absolutni vrednosti najmanjši električni naboj v naravi. Vsi električni naboji so pozitivni ali negativni večkratniki osnovnega naboja. Navadno ga označujemo z oznako e0. Naboj protona je tako +e0, naboj elektrona pa -e0.
Vrednost osnovnega naboja je
1.602176462(63) · 10-19 C
Osnovni naboj je ena osnovnih konstant v fiziki.